# سوئو چو
سوئو چو یا چو این سا فرمانده تانگی در زمان ملکه ووزتیان بود که در نبرد تیانمنلیگ به عنوان یکی از ۳ فرمانده تانگ شناخته می‌شد. 
او که فرمانده هوک سودول را کشته بود توسط ته جویونگ با ضربه ای دردناک کشته شد .
او و ارتش تانگ چند روز پس از مرگش به کلی نابود شدند .
او در جنگ های زیادی با بازماندگان گوگوریو شرکت داشت .
اوکه پس از ادعای خیانتش به ای هه گو وفادار شده بود در اخر دوباره به تانگ برگشت و بازهم به ای هه گو وفادار بود .